# Ernst-Hartmann von Schlotheim
Ernst-Hartmann Günther von Schlotheim (* 27. September 1914 in Wiesbaden; † 31. Oktober 1952 ebenda) war ein deutscher Fechtsportler.

## Herkunft und berufliche Tätigkeit
Ernst-Hartmann Freiherr von Schlotheim entstammte einem thüringischen uradeligen Geschlecht. Seine Eltern waren Hartmann Freiherr von Schlotheim, Majors a. D. und Frieda Albert.
Ernst-Hartmann von Schlotheim trat in die Luftwaffe ein, in der es bis zum Range eines Hauptmannes brachte. Nach dem Krieg übte er den Beruf eines Kaufmannes aus. 

## Sportliche Betätigung
Von Jugend an widmete er sich dem Fechtsport. Er wurde Mitglied im Fecht-Club Hermannia Frankfurt, dem damals führenden Fechtverein Deutschlands. Mit diesem Verein, dessen Fechter seit den Zeiten der Weimarer Republik zahlreiche nationale und internationale Titel und Medaillen errungen hatten, gewann er bei den Deutschen Fechtmeisterschaften einen Titel mit der Mannschaft. Dafür wurden er und die anderen Mannschaftsmitglieder des Fecht-Clubs Hermannia am 7. Dezember 1951 mit dem Silbernen Lorbeerblatt ausgezeichnet.

## Familie
Ernst-Hartmann Günther von Schlotheim war seit dem 19. Dezember 1939 mit Benigna Viktoria Ingeborg Anna Wilhelmine Prinzessin zu Wied (* 14. März 1913 in Kristiania (Oslo); † 30. März 1985 in Augsburg), Tochter von Wilhelm Friedrich Adolph Hermann Viktor Prinz zu Wied (1877–1946) und Klementine Christophora Karola Gisela Gräfin zu Solms-Wildenfels (1891–1976) verheiratet, mit der er zwei Töchter hatte.
- Viktoria Elisabeth Sibylla Agneta von Schlotheim (* 11. April 1948 in Wiesbaden)
- Christine Maria Gisela von Schlotheim (* 22. Juli 1950 in Wiesbaden)